# Constant de Gompertz
En matemàtiques, la constant de Gompertz o constant d'Euler-Gompertz, denotada per {\displaystyle G}, és una constant matemàtica que apareix en avaluacions integrals i com a valor de funcions especials. Porta el nom del matemàtic anglès Benjamin Gompertz.
El valor numèric de {\displaystyle G} és de:
{\displaystyle G=0.596347362323194074341078499369279376074\dots \qquad }(successió A073003 a l'OEIS)
A més, pot ser definida per la fracció contínua:
{\displaystyle G={\cfrac {1}{2-{\cfrac {1}{4-{\cfrac {4}{6-{\cfrac {9}{8-{\cfrac {16}{10-{\cfrac {25}{12-{\cfrac {36}{14-{\cfrac {49}{16-\ddots }}}}}}}}}}}}}}}},}
o, alternativament, per:
{\displaystyle G={\cfrac {1}{1+{\cfrac {1}{1+{\cfrac {1}{1+{\cfrac {2}{1+{\cfrac {2}{1+{\cfrac {3}{1+{\cfrac {3}{1+4{\cfrac {1}{1+\ddots }}}}}}}}}}}}}}}}.}
L'aparició més freqüent de {\displaystyle G} és com a resultat de les següents integrals:
{\displaystyle G=\int _{0}^{\infty }\ln(1+x)e^{-x}dx=\int _{0}^{\infty }{\frac {e^{-x}}{1+x}}dx=\int _{0}^{1}{\frac {1}{1-\log(x)}}dx.}
Quan estudiava sèries infinites divergents, Euler es va trobar {\displaystyle G} a través de les representacions integrals mencionades. L'enginyer químic francès François Le Lionnais va anomenar {\displaystyle G} constant de Gompertz pel seu paper en la funció de Gompertz.

## Identitats en què apareix la constant de Gompertz
La constant {\displaystyle G} pot ser expressada per l'exponencial integral com:
{\displaystyle G=-e{\textrm {Ei}}(-1).}
Aplicant l'expansió en sèrie de Taylor de {\displaystyle {\textrm {Ei}}} es té que:
{\displaystyle G=-e\left(\gamma +\sum _{n=1}^{\infty }{\frac {(-1)^{n}}{n\cdot n!}}\right).}
La constant de Gompertz està relacionada amb els coeficients de Gregory a través de la fórmula de I. Mező de 2013:
{\displaystyle G=\sum _{n=0}^{\infty }{\frac {\ln(n+1)}{n!}}-\sum _{n=0}^{\infty }C_{n+1}\{e\cdot n!\}-{\frac {1}{2}}.}